# Верхнегрушевский
Верхнегрушевский — посёлок в Октябрьском районе Ростовской области.
Входит в состав Коммунарского сельского поселения.

## География

### Улицы
| - ул. Весовая, - ул. Железнодорожная, - ул. Кирова, - ул. Короткая, - ул. Ленина, - ул. Луговая, - ул. Мичурина, | - ул. Молодёжная, - ул. Московская, - ул. Новая, - ул. Полевая, - ул. Чкалова, - ул. Школьная, - ул. Южная, | - пер. 1 Мая, - пер. 8 Марта, - пер. Дружбы, - пер. Октябрьский. |

## История
Основан в 1936 году как усадьба коневодческого совхоза № 10 комбината «Ростовуголь». В этом совхозе трудилась Герой Социалистического Труда Александра Ивановна Чернышова.
В 1987 году указом ПВС РСФСР поселку подсобного хозяйства № 10 присвоено наименование Верхнегрушевский.

## Население
| 2010 |
| ---- |
| 1319 |